# Fazas
Fazas (em grego: Φάζας) foi um príncipe da família real ibérica e oficial da cavalaria a serviço do Império Bizantino durante Guerra Gótica (535–554).

## Etimologia
Fazas teve seu nome registrado em grego Φάζας. É sabido que tinha origem iraniana.

## Vida

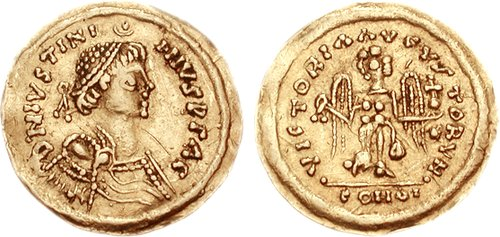
Tremisse emitido em Ticino sob o rei ostrogótico Tótila r.

Fazas pertencia à dinastia cosroida do Reino da Ibéria, no Cáucaso, e era sobrinho de Perânio e primo de Pacúrio. Em 542, liderou a força armênia enviada com Maximino por mar de Constantinopla à Itália. A expedição foi impedida em Siracusa, de onde foi enviado para ajudar Nápoles, que estava sendo sitiada pelos ostrogodos. Uma tempestade levou os navios para perto do campo gótico, onde muitos foram mortos ou capturados. Fazas e Herodiano, comandante do corpo trácio, escaparam com alguns outros. No final de 547, Fazas seguiu Belisário a Tarento e, junto com Barbácio, recebeu ordens de proteger as passagens próximas de Crotona, onde estrou em confronto com a cavalaria do rei ostrogótico Tótila (r. 541–552). Suas forças foram aniquiladas e Fazas morreu em ação.